# Geraldo Vidigal
Geraldo de Camargo Vidigal (São Paulo, 18 de novembro de 1921) - Campinas, 29 de agosto de 2010) foi um poeta, jurista, introdutor do estudo de Direito Econômico no Brasil. Foi membro da Academia Paulista de Letras, onde ocupou a cadeira de número 24 desde 1974. Ex-presidente do Instituto dos Advogados do Brasil. Foi diretor superintendente e consultor jurídico da Federação Brasileira de Bancos, Febraban, durante mais de 30 anos, aposentando-se no ano 2002.
Criou na Faculdade de Direito da Universidade de São Paulo, conhecida como São Francisco, a cadeira de  Direito Econômico, da qual foi o primeiro catedrático, tendo introduzido essa matéria no Brasil. 
Foi o fundador e o primeiro presidente da Serasa, que em sua concepção original não tinha a finalidade de aferir risco de crédito, mas sim de centralização de serviços  bancários. 
Foi pracinha da FEB (Força Expedicionária Brasileira) na Segunda Guerra Mundial. Essa experiência está descrita no livro Aprendiz de Liberdade.
Foi membro também da Academia Lusíada de Ciências, Letras e Artes, da Academia Internacional de História e Literatura de Lisboa e da Academia Internacional de Direito e Economia, de São Paulo.

## Vida literária
Estreou na Literatura com o livro de poemas Predestinação, prefaciado por Mário de Andrade e publicado enquanto Geraldo Vidigal combatia na Itália, na Segunda Guerra Mundial.
Fez parte da chamada Geração de 45.

## Livros publicados

### Poesia
- Predestinação (1945) (prefácio de Mário de Andrade)
- Cidade (1945)
- Cantares de amor e solidão (1971)
- A lira em 101 poemas
- A lira em 111 poemas
- Edital aos Poetas

### Direito
- Disciplina dos órgãos de Direção Monetária
- Fundamentos do Direito Financeiro
- Teoria Geral do Direito Econômico
- Direito Monetário
- O Sigilo Bancário e o Fisco
- A Função do Estado na Disciplina da Intermediação Financeira
- Padrão Monetário - Estipulação Contratual
- Correção Monetária nos Financiamentos Rurais

co-autorias:
- Comentários à Lei das Sociedades por Ações, 5 vols (com Ives Gandra da Silva Martins)
- Lei de Defesa do Consumidor (com Arnoldo Wald, Luiz Gastão Paes de Barros Leães e Manoel Gonçalves Ferreira Filho)

### Outros
- O Aprendiz de Liberdade: Do Centro XI de Agosto à Segunda Guerra Mundial (memórias)
- O Aprendiz de Violência (contos)
- Escuta essa, Vovô! (contos infantis)
- O Marquês de Monte Alegre: alvorecer de um Estadista (biografia)
- O Relativo e o Essencial - estudos sobre aspectos da teoria da relatividade (Filosofia da Física)
- Perfis e Vinhetas - 1. Literatura, e 2. Palestras e Conferências
- Com Benedito Ferri de Barros, Betty Vidigal, José Geraldo Nogueira Moutinho, Péricles Eugênio da Silva Ramos, Domingos Carvalho da Silva e Eros Roberto Grau, fundou e dirigiu diferentes Revistas Literárias. A primeira foi A Revista Brasileira de Poesia, com Péricles Eugênio, em 1948; a última, a Revista Essência, com Eros, em 1986.